# Manica (distrito)
Manica es un distrito de la provincia de Manica, en Mozambique, con una población censada en agosto de 2017 de 225 000 habitantes.
Se encuentra ubicado en el centro-oeste del país, junto a la frontera con República de Zimbabue y cerca del monte Binga.